# Theodoor Gustaaf Adolf Slingeland

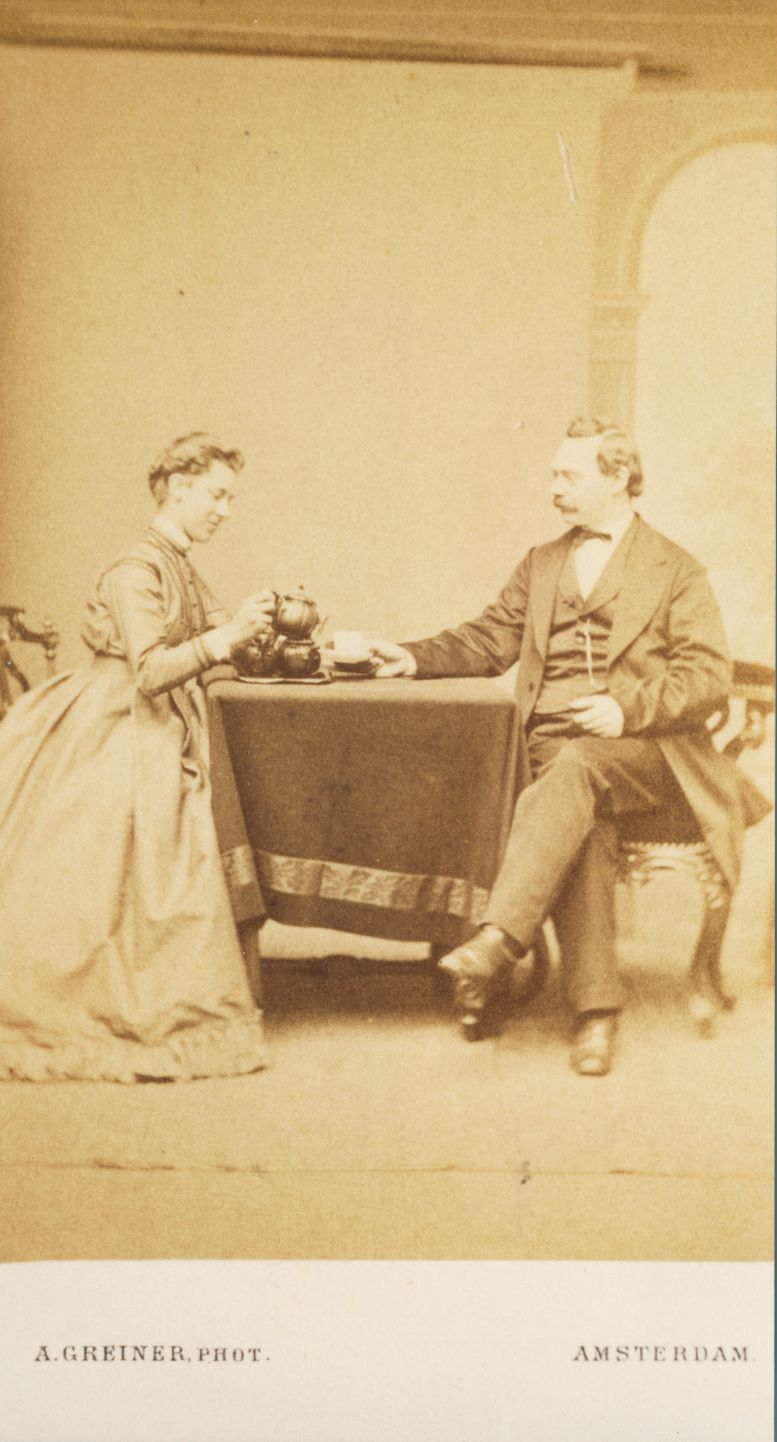
T.G.A. Slingeland en A. Colsman Steenberg - circa 1870

Theodoor Gustaaf Adolf Slingeland (Schoonhoven, 6 februari 1835 – Haarlem, 25 januari 1918) was de oprichter van een nog bestaand studiefonds voor studenten aan de Universiteit Leiden.

## Leven
Slingeland, lid van de familie Slingeland, werd in 1835 geboren te Schoonhoven als eerste van de zes kinderen van mr. Leendert Slingeland, later kantonrechter en statenlid, en Geertruy Hoek.
Op 20 juni 1853 werd hij, achttien jaar oud, “honoris causa inscriptus” als student theologie toegelaten tot de universiteit van Leiden. In 1859 oordeelde het Provinciaal Kerkbestuur van Noord-Brabant, dat hij geschikt was voor het bekleden van het domineesambt. In juli 1860 maakte Slingeland deel uit van de groep kandidaten die voor de Hervormde gemeente te Ouwerkerk op het Zeeuwse eiland Schouwen-Duiveland “hunne gaven” hadden laten horen.
Korte tijd later veranderde hij van studierichting: Op 10 juni 1862 werd hij als student rechtsgeleerdheid aan de Leidse universiteit heringeschreven. De afronding van de studie vond plaats op 7 februari 1867 met een promotie op stellingen. Een van de stellingen die tijdens de promotieplechtigheid konden worden verdedigd, betrof de averechtse werking van onbillijk hoog schoolgeld voor leerlingen van de nieuwe Hoogere Burgerschool (HBS). Dit zou strijdig zijn met de nieuwe Wet op het Middelbaar Onderwijs (1863) die de algemene ontwikkeling van de burgerij moest voorstaan, slecht voor zowel de individuele leerling als voor maatschappij en onderwijsinstelling:
[stelling XLVIII:]
De bijdragen welke van de leerlingen der hoogere burgerscholen worden gevorderd, moeten zoo laag mogelijk worden gesteld; stelt men die hooger dan volstrekt noodzakelijk is, dan miskent men de bedoeling van den wetgever, benadeelt men het algemeen belang, en veroorzaakt men dat de resultaten dier scholen niet zóó kunnen zijn, als men dat anders mag verwachten.
Na de cum laude-promotie in het Romeins en hedendaags recht verkreeg Slingeland de betrekking van griffier bij het kantongerecht te Woerden. Aansluitend was hij, na koninklijke benoeming, in de periode 1871 - 1875 werkzaam als kantonrechter op de eilanden Noord-Beveland en Zuid-Beveland. Vanaf 1876 werkte hij in deze functie te Heusden.
Op 29 juni 1871 trouwde Slingeland te Amsterdam met Antje Colsman Steenberg, de oudste dochter van de predikant Herman Steenberg en Cornelia Johanna van Klinke. Zijn schoonvader zegende in de Amsterdamse Oude Kerk het huwelijk in. Voor de bruiloft werd de speciaal gedrukte feestkrant ‘Het Nieuws van den dag’ vervaardigd, waarvan zijn neef moederszijde luitenant der mariniers Johan Wilhelm van Riel de samensteller zal zijn geweest. Volgens dit drukwerk had Slingeland zijn toekomstige echtgenote in de zomer van 1869 leren kennen tijdens het déjeuner dînatoire op de huwelijksdag van zijn nicht Mathilde Eléonore van Riel en Jan Pieter van Mansvelt.
Bruidegom en bruid vestigden zich aan de Voorstraat van het dorp Colijnsplaat, nabij de plaats Kortgene waar Slingeland werkzaam was. Hun huwelijk heeft evenwel niet lang mogen duren. Antje overleed aldaar in juli 1872 in het kraambed, nog geen 25 jaar oud. Haar weduwnaar zou niet meer hertrouwen.
Omstreeks 1900 vestigde Slingeland zich te Haarlem, waar hij in 1918, op ruim 82-jarige leeftijd, overleed in zijn woonhuis aan de Raamsingel. De erfgename was zijn zuster Augustina Maria Wilhelmina Slingeland, weduwe van de majoor der artillerie titulair Rinse van Mansvelt.
Slingeland had onder meer aan het genootschap “Het Leesmuseum” te Amsterdam erfmakingen gedaan. Ter bevordering van de studiezin, maar waarschijnlijk ook ter ondersteuning van de leescultuur, had hij gewenst dat na zijn dood de Leidse universiteitsbibliotheek en de stadsbibliotheek Haarlem een keuze uit zijn bibliotheek zouden kunnen maken.

## Werk
Het belangrijkste legaat van oud-kantonrechter Slingeland was dat aan het Leids Universiteits Fonds (LUF), voor de stichting van het deelfonds Slingelands Fonds. Met zijn eigenhandig geschreven testament van 4 oktober 1915 - in bewaring gegeven aan notaris Ratelband te Haarlem - had hij de stichting van dit studiefonds mogelijk gemaakt.
Genoemd legaat omvatte volgens de testateur een ”zeer goed onderhouden hofstede met hooiberg, schuren en bijbehorende gronden en landerijen staande en gelegen in Vlist en Haastrecht”. Het LUF heeft de boerderij in het boekjaar 1964/1965 verkocht en de opbrengst hiervan in effecten belegd. Het jaarlijkse revenu dient conform de wens van de testateur voor de ene helft ter bevordering van de studies rechtsgeleerdheid en geneeskunde te worden gebruikt, en voor de andere helft ter bevordering van de studies kosmografie en wis- en natuurkunde. Volgens de oprichter moesten zowel mannelijke als vrouwelijke studenten voor ondersteuning in aanmerking kunnen komen. Thans wordt de rente van de effecten van Slingelands Fonds ook gebruikt ter medefinanciering van bijzondere leerstoelen aan de Universiteit Leiden.